# Fletcher Hotels
Fletcher Hotels is een Nederlandse keten van hotels die in 1997 is opgericht door Chris Luken, die zelf eerder als ober werkzaam was bij branchegenoot Van der Valk Hotels. Luken kocht hotel Koogerend op Texel en vernoemde de keten naar zijn hond; Fletcher.
In mei 2016 werd de keten, die gegroeid was naar 73 hotels met bijna 4000 kamers, verkocht aan de NIBC Bank en Xead Group. In 2021 nam Egeria deze aandelenpakketten over en werd meerderheidsaandeelhouder.
Fletcher Hotels telt anno 2024 117 hotels verspreid over Nederland, waaronder het kenmerkende cilindervormige Fletcher Hotel Amsterdam nabij knooppunt Holendrecht. De keten heeft 90 viersterren hotels en 27 driesterren hotels. In 2024 kocht het bedrijf haar eerste hotel aan in Duitsland met de verwachting dat ze er binnen tien jaar vier- tot vijfhonderd hotels zouden hebben.
Fletcher Hotels koopt vaak familiehotels met een opvolgingsprobleem op die beschikken over circa 100 hotelkamers. De keten bezit daardoor een grote diversiteit aan hotels die ieder een eigen karakter en uitstraling hebben, maar gemeen hebben dat zij zich veelal midden in de natuur bevinden. De centrale organisatie, met haar hoofdkantoor in Nieuwegein, zorgt voor de inkoop, menuontwikkeling en andere ondersteunende processen, zodat het personeel in de hotels zich bezig kan houden met de gasten. Een deel van de hotels beschikt over uitgebreide wellnessfaciliteiten.